# Красные бригады
«Красные бригады» (итал. Brigate Rosse, часто использовалась аббревиатура BR) — подпольная леворадикальная организация, действовавшая в Италии с 1970-го до конца 1980-х годов. Её члены ставили своей целью создание революционного государства в результате вооруженной борьбы и выход Италии из НАТО. Численность Красных бригад доходила до 25 000 человек, занятых различной деятельностью, как партизанской, так и полулегальной, обеспечивавшей функционирование боевых групп.
Красные бригады сочетали методы городской партизанской войны с ненасильственными методами (пропаганда, создание полулегальных организаций на заводах и в университетах). Самая известная акция в истории организации — похищение и убийство председателя Христианско-демократической партии, бывшего премьер-министра Италии Альдо Моро весной 1978 года.
Красные бригады с трудом пережили окончание холодной войны после раскола в 1984 году и арестов или бегства большинства членов группировки. В 1980-х годах группа была практически полностью разгромлена усилиями итальянских правоохранительных органов, существенную помощь которым оказали арестованные члены группировки, содействовавшие розыску остающихся на свободе товарищей в обмен на снисхождение при привлечении к ответственности.
В 2000-х годах для обозначения начавших возрождаться леворадикальных организаций журналисты стали использовать термин Новые Красные бригады.

## Основание
Красные бригады были основаны в августе 1970 года Ренато Курчо, студентом Университета Тренто, его подругой Маргеритой Каголь и Альберто Франческини. В своей книге, написанной в 2005 году, Франческини описывал, как он встретил Ренато Курчо и Коррадо Симиони, по кличке «Англичанин», которую тот получил за свою эксцентричность и «международные связи». Как следует из этой книги, взрыв на Пьяцца Фонтана в 1969 году, устроенный итальянскими неофашистами, стал основным толчком к созданию «Красных бригад».
В то время как находившаяся в Тренто часть группировки, сформировавшаяся вокруг Курчо, имела свои корни в отделении социологии Католического университета, вторая её часть, сгруппировавшаяся вокруг Франческини в Реджо-нель-Эмилии, состояла в основном из бывших и действующих членов движения коммунистической молодежи (FGCI). В начале своего существования «Красные бригады» были наиболее активны в Реджо-нель-Эмилии, а также на крупнейших заводах в Милане (таких, как Sit-Siemens, Pirelli и Magnetti Marelli) и Турине (FIAT). Члены группировки занимались саботажем, повреждая заводское оборудование, а также помещения аппарата управления и официальных профсоюзов. В 1972 году они совершили первое похищение человека — прораба на одном из заводов, который был отпущен после недолгого удержания.
В этот период тактика и цели «Красных бригад» существенно отличались от других леворадикальных политических группировок, таких как Lotta Continua и Potere Operaio, близких к автономистскому движению. «Красные бригады» оказались более жестоки и организованы, чем их современники. В этот период «Красные бригады» стали получать непосредственную и опосредованную помощь со стороны службы государственной безопасности ЧССР. В июне 1974 году в результате действий «Красных бригад» появились первые жертвы — были убиты два члена итальянской неофашистской партии Итальянское социальное движение (итал. Movimento Sociale Italiano). С этого момента прекратилась открытая политическая деятельность группировки среди рабочих.
Однако взрыв в 1972 году заложенной в автомобиль бомбы в Петеано, в течение долгих лет приписывавшийся «Красным бригадам», не имел к этой группировке никакого отношения. Реальным организатором этого преступления был неофашист Винченцо Винчигерра, который после этого бежал во франкистскую Испанию, где продолжал участвовать в организации террористических акций.

## Арест основателей и «суперклан» Коррадо Симиони
В сентябре 1974 года основатели «Красных бригад» Ренато Курчо и Альберто Франческини были арестованы генералом карабинеров Карло Альберто Далла Кьеза и осуждены на 18 лет лишения свободы. Арест стал возможен благодаря «брату Митра» — под этой кличкой скрывался Сильвано Джиротто, бывший монах, внедрённый в «Красные бригады» итальянскими спецслужбами. Курчо был освобождён в результате налета группы «Красных бригад» во главе с его женой Марой Каголь, но вскоре был вновь арестован.
В этот период «Красные бригады» осуществляли похищения видных политиков (к примеру, судьи Марио Сосси из Генуи) и предпринимателей (к примеру, Валларино Ганчиа) с целью получения выкупа, что являлось основным источником финансирования группировки.
Как вспоминал Франческини, смерть издателя Джанджакомо Фельтринелли, который погиб 15 марта 1972 г. в результате деятельности внедрённого в ГПД провокатора из-за взрыва устройства, которое он устанавливал на электролинии вблизи Милана, оставило членов группировки «сиротами» и вызвало рост насилия в деятельности Красных бригад после 1972 года. Курчо и Франческини были освобождены в соответствии с законом 1987 г. об утрате связей с прежним окружением. Франческини также признавал участие Красных бригад в организации взрыва в посольстве США в Афинах (Греция), который организовал Коррадо Симиони. Симиони также создал внутри Красных бригад секретную группу, своего рода «суперклан». Франческини утверждал, что Симиони действовал в интересах проводившейся НАТО Операции «Гладио», ссылаясь на его настойчивые предложения убить Юнио Валерио Боргезе в ноябре 1970 г. или не нашедший отклика призыв убить двух агентов НАТО. В этот период бразды правления взял в свои руки Марио Моретти, организовавший в марте 1978 г. похищение Альдо Моро. Франческини и Курчо подозревали, что Моретти был шпионом.

## Расширение и радикализация Красных бригад
После 1974 года деятельность Красных бригад распространилась на Рим, Геную и Венецию и начались похищения достаточно заметных фигур. Их манифест 1975 года указывал, что целью является «сконцентрированный удар в самое сердце Государства, потому что государство представляет собой империалистическое объединение транснациональных корпораций». SIM (Stato Imperialista delle Multinazionali — Империалистическое государство транснациональных корпораций) стало мишенью их воинственных высказываний, основанных на марксистско-ленинской терминологии.
В 1975 году итальянская полиция смогла установить, что на ферме Кашина Спьотта члены «Красных бригад» удерживают промышленника Валларино Ганчия. В последовавшей перестрелке погибло двое полицейских и жена Курчо ─ Мара Каголь. В апреле того же года «Красные бригады» заявили о своем преобразовании в Сражающуюся коммунистическую партию, которая будет «вести за собой рабочий класс».
Террористическая активность, направленная в особенности против карабинеров и судей, значительно усилилась, в частности, с целью запугивания присяжных и провоцирования процессуальных нарушений в ходе судебных процессов против задержанных лидеров организации. Кроме того, поскольку арестованные члены «Красных бригад» отказывались от адвокатов, мишенью террористов нередко становились те адвокаты, на которых суд, вопреки желанию подсудимых, возлагал обязанности по представлению их интересов в ходе процесса.

## Убийство экс-премьера Альдо Моро
В 1978 году Красные бригады «второго поколения» во главе с Марио Моретти похитили и убили христианского демократа Альдо Моро, который был ключевой фигурой в ходе переговоров о создании правительственного большинства в парламенте, в которых стало возможно появление «исторического компромисса» между Итальянской коммунистической партией и Христианско-демократической партией. Группа из пяти членов Красных бригад, одетых в форму авиакомпании «Alitalia», устроила засаду, убив пять телохранителей Альдо Моро и схватила его самого.

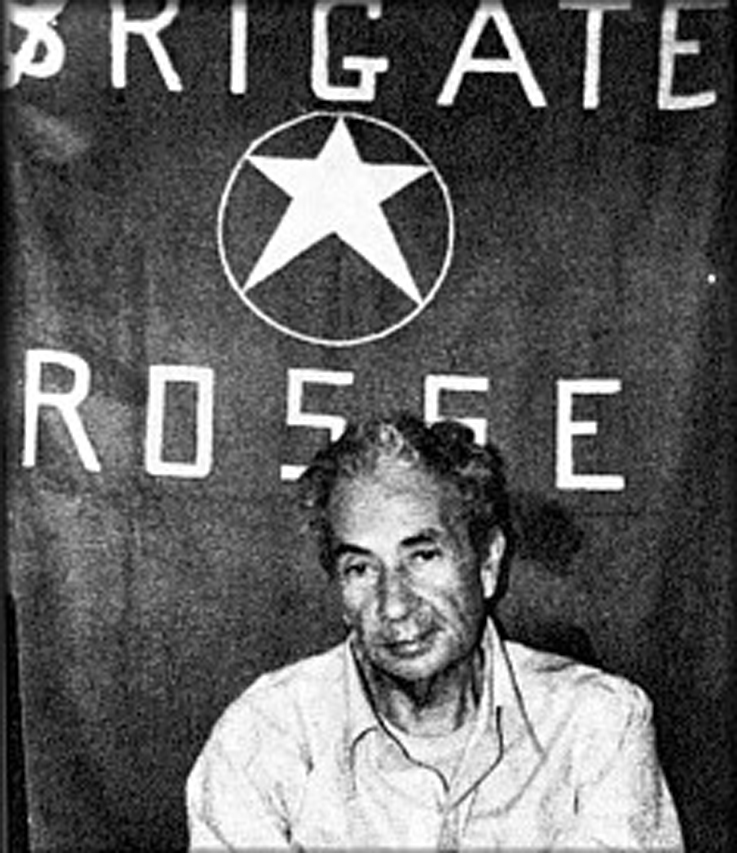
Альдо Моро в плену у Красных бригад

Похищение Моро Красные бригады пытались использовать для давления на итальянское правительство с целью официального признания группировки в качестве повстанческого движения. Однако правительство от переговоров с похитителями отказалось. Различные политические силы Италии предлагали свои варианты разрешения ситуации. Сам Альдо Моро писал из заточения отчаянные письма своей семье, политическим соратникам, Папе Римскому, умоляя о начале переговоров.
Согласно материалам суда, состоявшегося в 1982 году, после удержания Моро в течение 55 дней в пригороде Рима на улице Монтальчино, Красные бригады пришли к окончательному выводу, что правительство не вступит в переговоры, и приняли решение убить заложника. Предложив Моро переодеться в свежевыглаженный костюм, «бригадисты» внушили ему, что сегодня освободят, для чего его надо скрытно транспортировать в Рим. С этой целью заставили Моро спуститься в гараж и забраться в багажник красного «Рено», укрыться пледом. После чего один из главарей террористов Просперо Галлинари выстрелил в жертву из пистолета, а затем разрядил ему в грудь автоматную обойму. Изрешечённое тело положили в багажник машины, брошенной на виа Каэтани, на полпути между штаб-квартирами Христианско-демократической и Коммунистической партии. Другой лидер «бригадиров» Марио Моретти в книге «Brigate Rosse: una storia italiana» («Красные бригады: одна итальянская история») отметил, что убийство Моро явилось крайним выражением марксистско-ленинских революционных действий. Основатель группировки Альберто Франческини, в свою очередь, писал, что для находящихся в заключении членов Красных бригад так и осталось загадкой, почему в качестве мишени таких действий был избран именно Альдо Моро.
Это преступление вызвало жесткую реакцию против Красных бригад со стороны итальянских правоохранительных органов и специальных служб. Убийство популярного политика также вызвало активное неодобрение со стороны итальянских левых радикалов, в том числе и части находящихся в заключении бывших лидеров Красных бригад. С этого момента организация стала быстро терять поддержку.
Окончательный поворот случился в 1979 году Член Коммунистической партии Италии и организатор профсоюзного движения Гуидо Росса изучал распространение пропаганды Красных бригад и сообщал полиции о лицах, вовлеченных в эту деятельность. За это он был убит, однако убийство популярного лидера окончательно отвратило от группировки рабочих, на которых изначально была ориентирована пропаганда Красных бригад.
Кроме того, в течение 1980 году итальянская полиция провела массовые аресты. Было задержано около 12 000 левых экстремистов, не менее 600 человек бежали из Италии (из них около 300 человек во Францию и около 200 — в Южную Африку). Большинство арестованных лидеров группировки (к примеру, Фаранда, Франческини, Моретти, Моруччи) активно сотрудничали со следствием в поиске остающихся на свободе боевиков в обмен на существенное смягчение приговоров либо отреклись от своих взглядов.
Самым известным помощником следствия в поимке остающихся на свободе членов группировки был Патрицио Печи, один из руководителей «колонны» Красных бригад в Турине. В отместку за это в 1981 году был убит его брат Роберто, что ещё больше дискредитировало группировку.
7 апреля 1979 года философ-марксист Антонио Негри был арестован вместе с большой группой лиц, связанных с автономистским движением (включая Ореста Скальцоне). Пьетро Калогеро, прокурор Падуи, обвинил их в том, что автономистское движение является политическим крылом Красных бригад. Негри был обвинён в многочисленных преступлениях, включая руководство Красными бригадами, планирование и организацию похищений людей и убийства Альдо Моро, заговоре с целью свержения правительства. В то время Негри был профессором политологии Университета Падуи, приглашённым преподавателем парижской École Normale Supérieure (Высшей нормальной школы). Для поддержки арестованного французские философы Феликс Гваттари и Жиль Делёз в ноябре 1977 года опубликовали обращение французских интеллектуалов против репрессий в Италии, в котором выражался протест против заключения Негри и итальянского антитеррористического законодательства.
Годом позже с Негри были сняты обвинения, связанные с похищением Альдо Моро. Следствием не было получено никаких доказательств связей Негри с Красными бригадами, и в течение нескольких месяцев с него были сняты все остальные обвинения (включая участие в 17 убийствах) за недоказанностью. Однако Негри всё же был осужден за создание преступного сообщества с целью организации антигосударственного восстания и в 1984 году приговорён к 30 годам лишения свободы. Через два года он был приговорён к лишению свободы на четыре с половиной года, поскольку был признан морально ответственным за совершённые в течение 1960-х и 1970-х годов преступления, непосредственными исполнителями которых являлись члены различных леворадикальных группировок, вдохновлённые идеями Негри. Как позже прокомментировал французский философ Мишель Фуко, «разве его не посадили просто за то, что он был интеллектуалом?».
Призрак убийства Альдо Моро до настоящего времени преследует современную Италию. Этот теракт остается одной из самых ярких вех холодной войны. В течение 1980-90-х годов расследование террористических актов семидесятых годов продолжалось силами самых различных органов, включая комиссию во главе с сенатором Джованни Пеллегрино и целым рядом судей, наиболее активным из которых являлся Гвидо Сальвини.

## В 1980-е годы

### Похищение бригадного генерала Дозиера
17 декабря 1981 года четыре члена Красных бригад под видом водопроводчиков проникли в квартиру американского бригадного генерала Джеймса Ли Дозиера в Вероне (в ту пору — заместителя начальника штаба сухопутных войск НАТО в южной Европе). Генерал был схвачен нападавшими, его жена была оставлена связанной на месте преступления. Красные бригады удерживали заложника в течение 42 дней, до 28 января 1982 г., когда он был освобождён в результате спецоперации итальянских антитеррористических подразделений, проведённой на одной из квартир в Падуе. Дозиер оказался первым американским генералом, когда-либо взятым в заложники террористами, а также первым иностранцем, который был похищен Красными бригадами.

### Арест Мулинари
После смерти в январе 2007 года католического аббата Пьера (в миру — Анри Антуан Груэ) итальянский судья Карло Мастеллони в газете Corriere della Sera сообщил, что в восьмидесятые годы были получены показания о том, что аббат поддерживал группу итальянских активистов, бежавших в Париж и связанных с языковой школой Гиперион, которой руководил Ванни Мулинари. Симона де Бовуар также вела переписку с Мастеллони, которая сохранилась в тюремных архивах. Часть лиц, связанных со школой Гиперион (включая Коррадо Симиони, Ванни Мулинари и Дуччо Берио), рассматривались итальянскими властями в качестве подпольных руководителей Красных бригад, однако впоследствии эти обвинения были сняты.
После поездки Ванни Мулинари в Удине, закончившейся его арестом органами итальянской юстиции, аббат Пьер пытался провести переговоры с президентом Италии Сандро Пертини с целью обеспечить защиту и оправдание арестованного. Однако Мулинари предъявили обвинение в содействии Красным бригадам. Аббат Пьер с 26 мая по 3 июня 1984 г. провёл голодовку в кафедральном соборе Турина в знак протеста против условий заключения членов Красных бригад и заключения Ванни Мулинари без проведения открытого судебного процесса; в ходе последовавшего суда Мулинари был признан невиновным. Обращение с Мулинари, по мнению аббата, явилось нарушением прав человека. Газета La Repubblica отмечала, что все, кто был связан со школой Гиперион, органами итальянской юстиции были признаны невиновными.

### Раскол
В 1984 году произошёл раскол группировки на две фракции: большинство стало именоваться Сражающейся коммунистической партией, меньшинство — Союзом сражающихся коммунистов. В том же году четверо находящихся в заключении лидеров — Курчо, Моретти, Ианнелли и Бертолацци — объявили о необходимости прекращения вооружённой борьбы в силу её бесполезности.
Также в 1984 году Красные бригады взяли на себя ответственность за убийство Лемона Ханта, командующего американской части многонациональных сил на Синае.
В середине восьмидесятых участились аресты в Италии. В ответ в феврале 1986 года члены Красных бригад (Сражающейся коммунистической партии) убили бывшего мэра Флоренции Ландо Конти. В марте следующего года боевиками Красных бригад (Союза сражающихся коммунистов) в Риме был убит генерал Личо Джорджери. 16 апреля 1988 года в Форли Красные бригады (Сражающаяся коммунистическая партия) убили итальянского сенатора Роберто Руффилли, советника итальянского премьер-министра Чириако де Мита. После этого активность группировки начала снижаться и полностью сошла на нет после массовых арестов её лидеров, остававшихся на свободе. В 1988 году Красные бригады объявили о самороспуске.

### Бегство во Францию
В 1985 году часть членов группировки, проживавших во Франции, начала возвращаться в Италию. В том же году президент Франции Франсуа Миттеран гарантировал иммунитет от экстрадиции в Италию тем членам Красных бригад, которые проживали во Франции, порвали со своим прошлым, не были осуждены за насильственные преступления и начали новую жизнь. Как отмечала газета «Corriere della Sera», этому решению немало поспособствовал аббат Пьер.
В 1998 году апелляционный суд Бордо постановил, что Серджио Торнаги не может быть экстрадирован в Италию, поскольку итальянское законодательство не даёт гарантий того, что он не может быть осужден за преступления, по которым уже был осужден заочно.
Всё же, в 2002 году Париж экстрадировал Паоло Персичетти, бывшего члена Красных бригад, преподававшего социологию в университете, впервые пересмотрев «доктрину Миттерана». Эта экстрадиция привела к активизации работы итальянских органов юстиции в отношении бежавших во Францию левых активистов. Следствием этого стали, к примеру, депортации и передача органам юстиции Антонио Негри, Чезаре Баттисти и других.
В то время, как ультралевые в основном бежали во Францию, многие неофашисты, к примеру, Винченцо Винчигерра или Стефано делле Кьяйе, бежали в Испанию. Дельфо Цорци, обвинённый во взрыве на Пьяцца Фонтана, получил политическое убежище, а затем и гражданство в Японии. Многие бежали в Аргентину (в частности, Аугусто Кауки, разыскиваемый итальянской юстицией за участие в трагедии в Болонье).
В Италии обсуждается возможность объявления массовой амнистии бывшим экстремистам. Однако, эта идея встречает массовое неодобрение. Большинство политических сил выступают против этого шага. Наиболее активно противодействует этому ассоциация жертв терроризма и членов их семей.
В марте 2023 года Кассационный суд Франции отказал в выдаче Италии 10 террористов Красных бригад, ссылаясь на Доктрину Миттерана. Часть террористов, в отношении которых запрошена экстрадиция, осуждена в Италии к пожизненному заключению.

## Последующее развитие
В конце девяностых годов появилось несколько новых групп, по их заявлениям, связанных со «старыми» Красными бригадами. Красные бригады (Сражающаяся коммунистическая партия) взяли на себя ответственность за убийство в 1999 году Массимо д’Антона, советника кабинета премьер-министра. Из того же пистолета 19 марта 2002 года был убит профессор Марко Бьяджи, экономический советник премьер-министра Италии. Ответственность за это преступление также взяли на себя Красные бригады (Сражающаяся коммунистическая партия).
3 марта 2003 года два боевика группировки, Марио Галези и Надя Дездемона Льоче, устроили перестрелку с полицейскими в поезде на станции Кастильон Фьорентино вблизи Ареццо. В ходе перестрелки был убит Галези и один полицейский (Эммануэле Петри). Льоче была арестована. 23 октября 2003 года итальянской полицией в рамках расследования дела об убийстве Массимо д’Антона в ходе рейдов во Флоренции, Риме, Пизе и на Сардинии было задержано шесть членов Красных бригад. 1 июня 2005 года суд в Болонье приговорил к пожизненному заключению за участие в убийстве Марко Бьяджи четверых членов Красных бригад (Сражающейся коммунистической партии): Надю Дездемону Льоче, Роберто Моранди, Марко Меццасалму и Диану Блефари Мелаци.
Часть заметных фигур семидесятых годов, включая философа Антонио Негри, ложно обвинённого в том, что он являлся теневым руководителем Красных бригад, дали новый честный анализ событий, происходивших в Италии в тот период. Негри, насильно выдворенный в Италию в 1997 году после четырнадцати лет спокойной жизни во Франции, провёл некоторое время в заключении. Его целью стало привлечь внимание к тому, что сотни радикалов находятся в заключении или вынуждены покинуть родину. Негри был освобождён весной 2003 года, не отбыв оставшиеся 17 лет тюремного срока.
В октябре 2007 года бывший командир Красных бригад был арестован после ограбления банка, которое он совершил, будучи условно освобождённым за хорошее поведение. Кристофоро Пьянконе, приговорённый в своё время к пожизненному заключению по обвинению в шести убийствах, вместе с сообщниками 1 октября 2007 года организовал похищение 170 000 евро из банка Monte dei Paschi di Siena.
Основатель Красных бригад Альберто Франческини после отбытия 18-летнего заключения заявил, что Красные бригады продолжают существовать, «поскольку их официальные похороны не проводились», призвав к правде все вовлеченные стороны с той целью, чтобы наконец перелистнуть эту страницу.

## Статистика
Согласно исследованиям Кларенса Э. Мартина, за первые десять лет после своего создания Красными бригадами было совершено 14 000 актов насилия. Но согласно статистике Министерства внутренних дел, 67,5 % этого насилия («драки, партизанские действия, уничтожение имущества») приходилось на долю ультраправых, в частности на связанную с военными организацию "Гладио", 26,5 % на долю ультралевых и 5,95 % — на долю прочих группировок. Более того, 150 человек было убито в террористических акциях, организованных крайне правыми группировками, и 94 — крайне левыми.

## Информация о международных контактах
Согласно данным Иона Пацепы, Красные бригады опирались на поддержку органов государственной безопасности Чехословакии (чеш. Státní bezpečnost) и Организации освобождения Палестины. Советское и чехословацкое огнестрельное оружие и взрывчатка доставлялись с Ближнего Востока с использованием каналов контрабандной перевозки героина. Подготовка бойцов осуществлялась в тренировочных лагерях ООП в Северной Африке и Сирии.
С другой стороны, Альберто Франческини в своих показаниях комиссии по терроризму, возглавляемой сенатором Джованни Пеллегрино, отмечал, что часть членов группировки имели контакты с израильской разведкой «Моссад».
В итальянских публикациях не раз высказывалось мнение, что к «делу Моро» причастны западные разведслужбы, в том числе ЦРУ. Как стало известно, для контактов с «красными бригадами» в Италию был направлен агент ЦРУ Р. Старк, который, по признанию некоторых террористов, прибыл для создания международной террористической организации.
Об угрозах, которые раздавались в адрес Моро из-за океана, не раз говорили его вдова и сын. Для дачи показаний по делу о похищении и убийстве Альдо Моро итальянская прокуратура приглашала бывшего Госсекретаря США Генри Киссинджера, который для дачи показаний не явился.